# Desmoscolex spinosus
Desmoscolex spinosus is een rondwormensoort uit de familie van de Desmoscolecidae. De wetenschappelijke naam van de soort is voor het eerst geldig gepubliceerd in 1976 door Decraemer.